# دیوید شا
دیوید شا (انگلیسی: David Shaw؛ ‏ ۴ ژانویهٔ ۱۹۴۳ – ۱ اوت ۲۰۰۵) نویسنده و روزنامه‌نگار آمریکایی نامدار لس آنجلس تایمز بود که در سال ۱۹۹۱ برندهٔ «جایزه پولیتزر نقد» شد. وی دانش‌آموختهٔ زبان و ادبیات انگلیسی در دانشگاه کالیفرنیا، لس آنجلس بود و از سال ۱۹۶۸ برای لس آنجلس تایمز کار می‌کرد.
از فیلم‌هایی که وی در آن‌ها نقش داشته‌است، می‌توان به شاه، بی‌بی، سرباز اشاره نمود.